# 海登罗德
海登罗德是德国黑森州的一个市镇。总面积95.94平方公里，总人口7897人，其中男性3992人，女性3905人（2011年12月31日），人口密度82人/平方公里。